# Твіндек

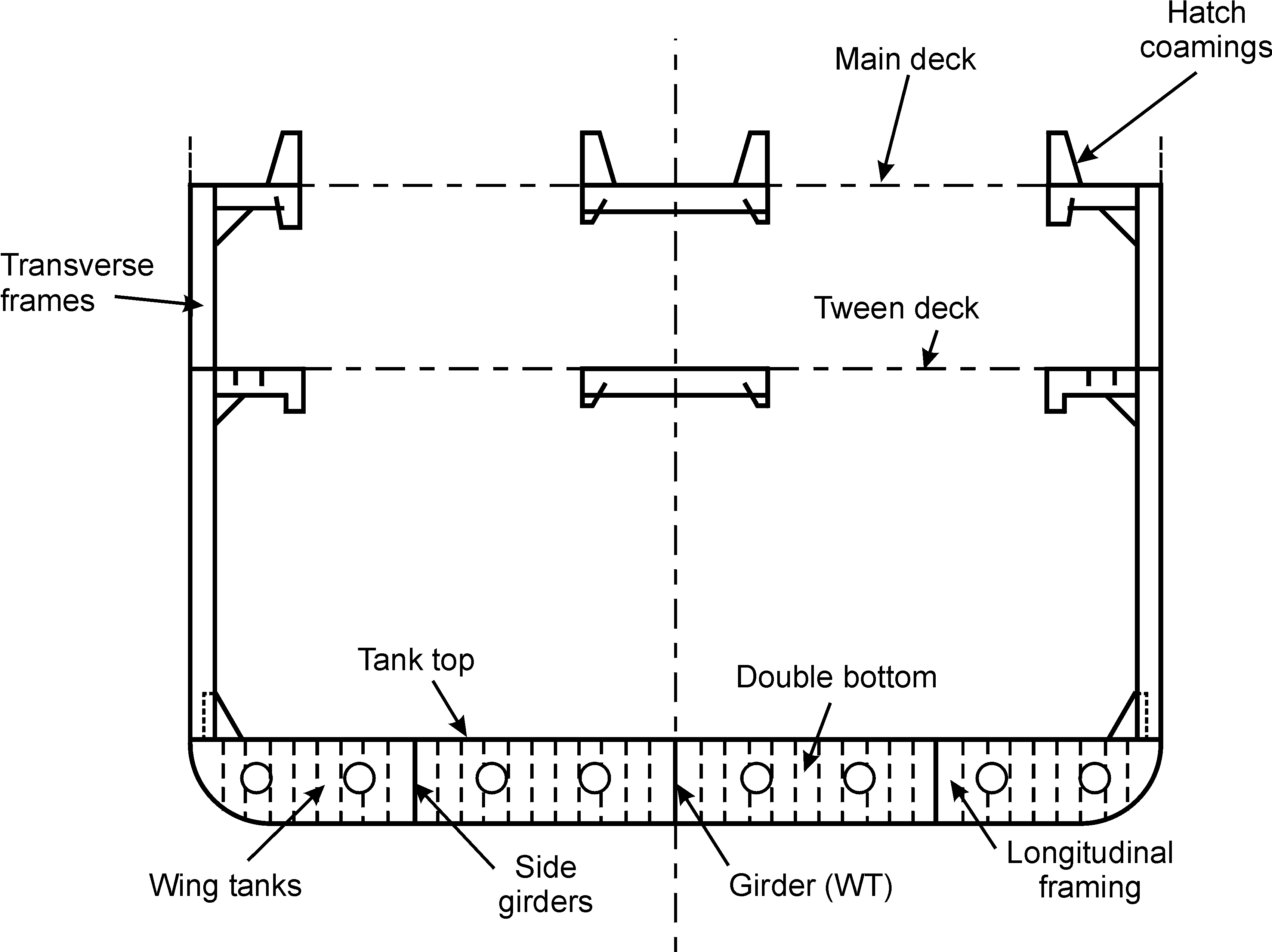
Твіндек на мідель-перетині судна.

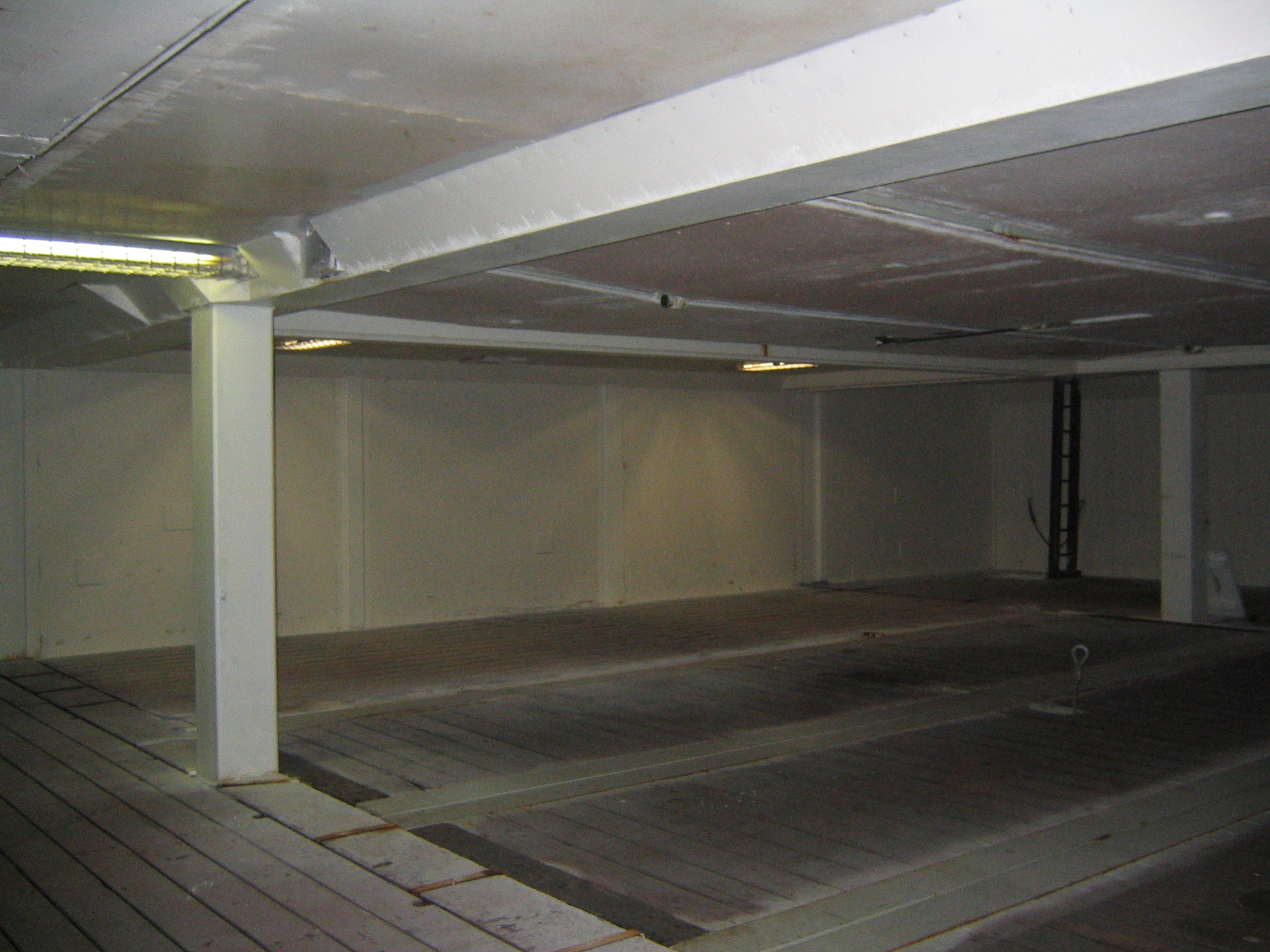
Рефрижераторний твіндек сучасного судна. Фото із середини твіндека.

Твіндек (англ. tween deck, скор. від betweendeck, утвореного від between — «між» та deck — «палуба») — простір у корпусі між двома палубами чи між палубою і платформою. Твіндек зменшує висоту трюму, дає можливість використовувати весь трюмний простір і не нагромаджувати одні вантажі на інші, як це має місце на великих суднах, з однією палубою.
За наявності трьох палуб розрізняють верхній та нижній твіндеки, при більшій кількості палуб — верхній твіндек, 2-й, 3-й і т. д., згори до низу.
У твіндеках розташовують вантажні приміщення, пасажирські каюти, кубрики тощо. Доступ у вантажні твіндеки забезпечується через люки, бортові порти або поздовжніми проїздами від корми або носа.
Іноді твіндеком називають вантажне або виробниче приміщення на судні, розташоване між двома палубами, що призначене для певних цілей — наприклад, рефрижераторний твіндек.
Вантажні судна, які мають твіндеки у вантажних приміщеннях (трюмах) стали називати твіндечними суднами. У морській галузі жаргонне «твіндекер» (походить від англ. twindecker) вживається замість «твіндечне судно».